# گوشواره (فیلم)
گوشواره فیلمی به کارگردانی وحید موسائیان، نویسندگی هوشنگ مرادی کرمانی و تهیه‌کنندگی روح‌الله برادری محصول سال ۱۳۸۵ است.
این فیلم در ۳۰ آبان ۱۳۸۶ در سینماهای ایران اکران شده است.

## خلاصه فیلم
مهین، دختری فقیر، گران‌ترین هدیهٔ تولد را برای دوستش مهتاب می‌خرد اما با واقعیت‌هایی روبرو می‌شود.